# Helichrysum argyrophyllum
Helichrysum argyrophylum es una especie de planta fanerógama de la familia de las asteráceas. Es originaria de Sudáfrica. 

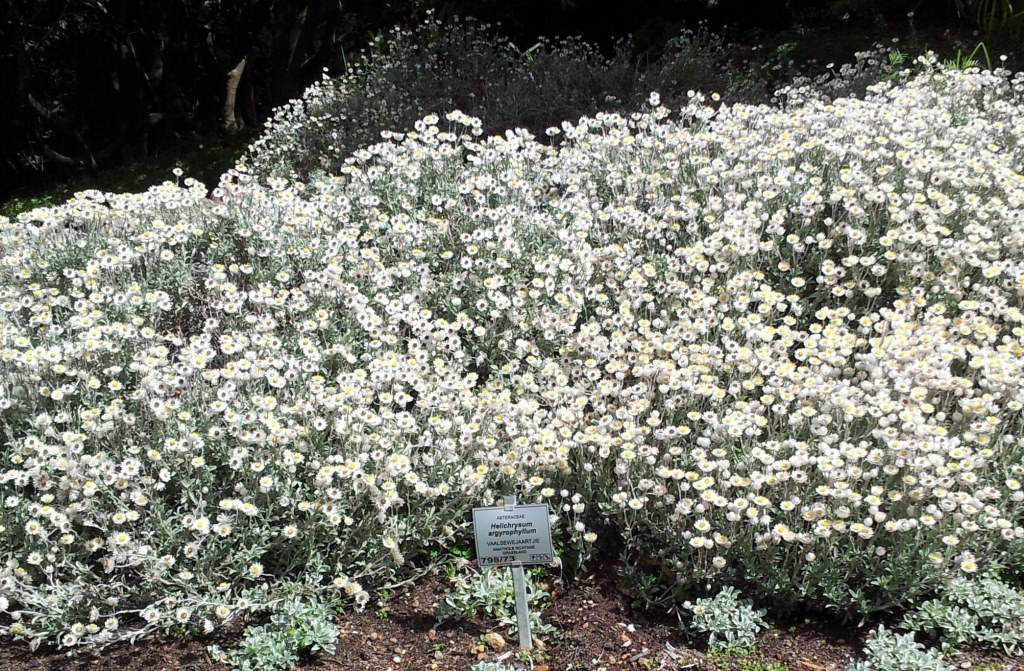
Vista de la planta en su hábitat

## Descripción
Es una perenne, arbustiva, que alcanza 10 cm de alto y se utiliza como tapizante. Tiene hojas plateadas y racimos de flores amarillas desde verano hasta principios de invierno. Los "pétalos" son de hecho brácteas de vivos colores que rodean los flósculos centrales.

## Taxonomía
Helichrysum fue descrita por Augustin Pyrame de Candolle y publicado en Prodromus Systematis Naturalis Regni Vegetabilis 6: 186. 1837[1838].
Etimología
Helichrysum: nombre genérico que deriva del griego antiguo ἕλιξ helix = "retorcido" y χρυσός crisós = "oro".
argyrophyllum: epíteto latíno que significa "con hojas plateadas"
Sinonimia
- Gnaphalium argyrophyllum Sch.Bip[3]